# Anaea panariste
Anaea panariste is een vlinder uit de familie van de Nymphalidae. De wetenschappelijke naam van de soort is voor het eerst geldig gepubliceerd in 1856 door William Chapman Hewitson.